# Ceratinia poecilana
Ceratinia poecilana är en fjärilsart som beskrevs av Richard Haensch 1903. Ceratinia poecilana ingår i släktet Ceratinia och familjen praktfjärilar. Inga underarter finns listade i Catalogue of Life.